# Soldats sans uniforme
Pour plus de détails, voir Fiche technique et Distribution.
Soldats sans uniforme est un film belge réalisé par Émile-Georges De Meyst, sorti en 1945.

## Fiche technique
- Titre : Soldats sans uniforme
- Autre titre : Résistance belge contre Gestapo
- Réalisation : Émile-Georges De Meyst
- Scénario : René Herdé, Georges Lust et Émile-Georges De Meyst
- Photographie : Charles Abel, Paul De Fru et Maurice Delattre
- Son : André Notte
- Montage : Jef Bruyninckx
- Musique : Robert Pottier
- Production : Probeldis
- Pays d'origine :  Belgique
- Genre : Guerre
- Durée : 100 minutes
- Date de sortie : 7 novembre 1945

## Distribution
- René Herdé : Walter Izard
- André Gevrey : le lieutenant Stéphane
- Simone Poncin : Evelyne Watson
- Jos Gevers : l'inspecteur Schuller
- Marcel Berteau : Gérard
- Maurice Auzat : le comte
- Lyta Thévenet : Claire
- Jules Ghaye : l'administrateur
- Robert Lussac : le colonel
- Hubert Daix : Rexiste
- Marguerite Daulboys : l'infirmière
- Léon Rosy